# 마거릿 풀러

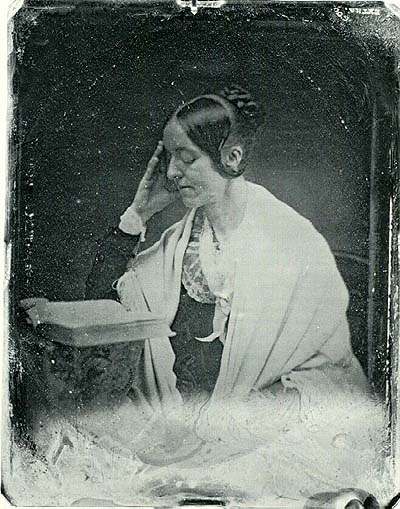

마거릿 풀러(Sarah Margaret Fuller Ossoli, 1860년 5월 23일 - 1900년 7월 19일)는 초월주의 운동을 펼친 미국 최초의 페미니스트이다. 그녀는 여성의 인권 중에서 고용과 교육의 평등을 주장하였다.

## 저서
- 19세기의 여성 : 풀러는 이 에세이를 통하여 남성과 여성의 평등을 주장하고 유럽의 타락 즉, 남성우월주의나 노예제도 등이 미국에 발을 못 붙이게 해야한다고 주장했다. 그 시기의 아직 계몽되지 않은 여성들이 직장을 갖고 교육을 받는 세상이 되어야 한다고 주장하였다. 헨리 데이비드 소로는 이 책을 높이 평가하며, 이 책은 그녀의 대화기법에서 주로 나왔다고 말하였다.
- 호수에서의 여름: 자연을 주제로 한 에세이로 오대호로 여행을 떠난 이야기이다.

## 같이 보기
- 버크민스터 풀러